# Canossa (famiglia)

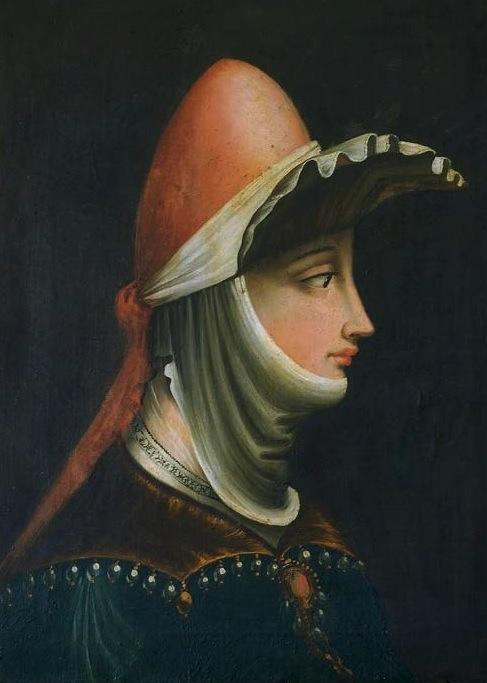
Ritratto immaginario di Matilde di Canossa

La casata degli Attoni, detti anche Canossa dal nome del loro feudo più celebre, furono una potente nobile famiglia feudale di stirpe longobarda che, a partire dai primi decenni del X secolo, si insediò nelle valli dell'Appennino reggiano.
Sigifredo, originario di una famiglia di Lucca, è considerato il capostipite della casata e suo figlio Adalberto Atto (da cui il nome della famiglia "Attoni") fu il primo conte di Mantova e il costruttore del Castello di Canossa, dal quale presero il nome. I castellani utilizzarono presto il titolo di comes (conte) e ricevettero molti altri territori, in prevalenza toscani, dagli Imperatori del Sacro Romano Impero: prima Lucca, poi Mantova nel 940, Modena, Carpi e Reggio nel 962, Brescia nel 980, Ferrara, Parma, Piacenza, Bergamo e Cremona nel 984, e Guastalla nel 991. Nel 1027 la marca di Toscana fu concessa a Bonifacio e nel 1100 la marca di Verona a Matilde, conosciuta come la Gran Contessa. Con Matilde, infatti, il dominio dei Canossa raggiunse la sua massima estensione e i suoi vastissimi territori vennero chiamati Terre matildiche; inoltre ebbe possessi e diritti su territori marchigiani e umbri.
Ma fu anche l'ultimo grande esponente della dinastia dei Canossa.
L'importanza del casato dei Canossa fu strettamente legata alla posizione del territorio di cui furono i signori, poiché proprio su di esso, fino a tutto il XII secolo, si confrontarono e si scontrarono i protagonisti della lotta per le investiture: il papato e l'Impero.
La provincia di Reggio Emilia fu il cuore del potere militare e, di conseguenza, politico dei Canossa. Nel corso di poco più di un secolo essi costruirono i baluardi difensivi delle vie di comunicazione che dai passi appenninici scendevano fino al Po, riuscendo così a controllare la maggior parte dei commerci tra l'Europa centrale e l'Italia e anche quelli che sulla Via Emilia raggiungevano l'Adriatico. Proprio questa abile strategia permise al casato dei Canossa di consolidare e ampliare le proprie fonti di ricchezza.
Con la morte di Matilde, la Casa dei Canossa si estinse nel 1115.

## I conti di Canossa

### Sigifredo
Le origini della dinastia dei Canossa iniziano con Sigifredo di Lucca, figlio del conte longobardo Sigifredo e probabile fratello di Attone de comitatu Parmensi, capostipite degli Attoni; nei primi decenni del X secolo, forse a causa della manifesta ostilità dell'Impero nei confronti di ogni tipo di autonomia locale, decise col fratello di lasciare la città di Lucca per insediarsi nelle vicinanze di Parma.
Qui, a Vilianum, cominciò ad affermarsi il potere della Famiglia su entrambe le rive del Po: per l'aumento dei territori posseduti, per l'accorta politica matrimoniale attuata e per il consolidarsi dei legami di amicizia sia con il Papato che con l'Impero.
I Canossa riuscirono anche ad inserirsi perfettamente nel sistema che procurava cariche ecclesiastiche: ulteriori fonti di ricchezze che si andavano ad aggiungere a quelle che già possedevano.

### Sovrani di Mantova
Dal 970 al 1115 i Conti di Mantova furono membri del Casato dei Canossa, con Adalberto Atto e fine alla morte di Matilde.

#### Adalberto Atto]

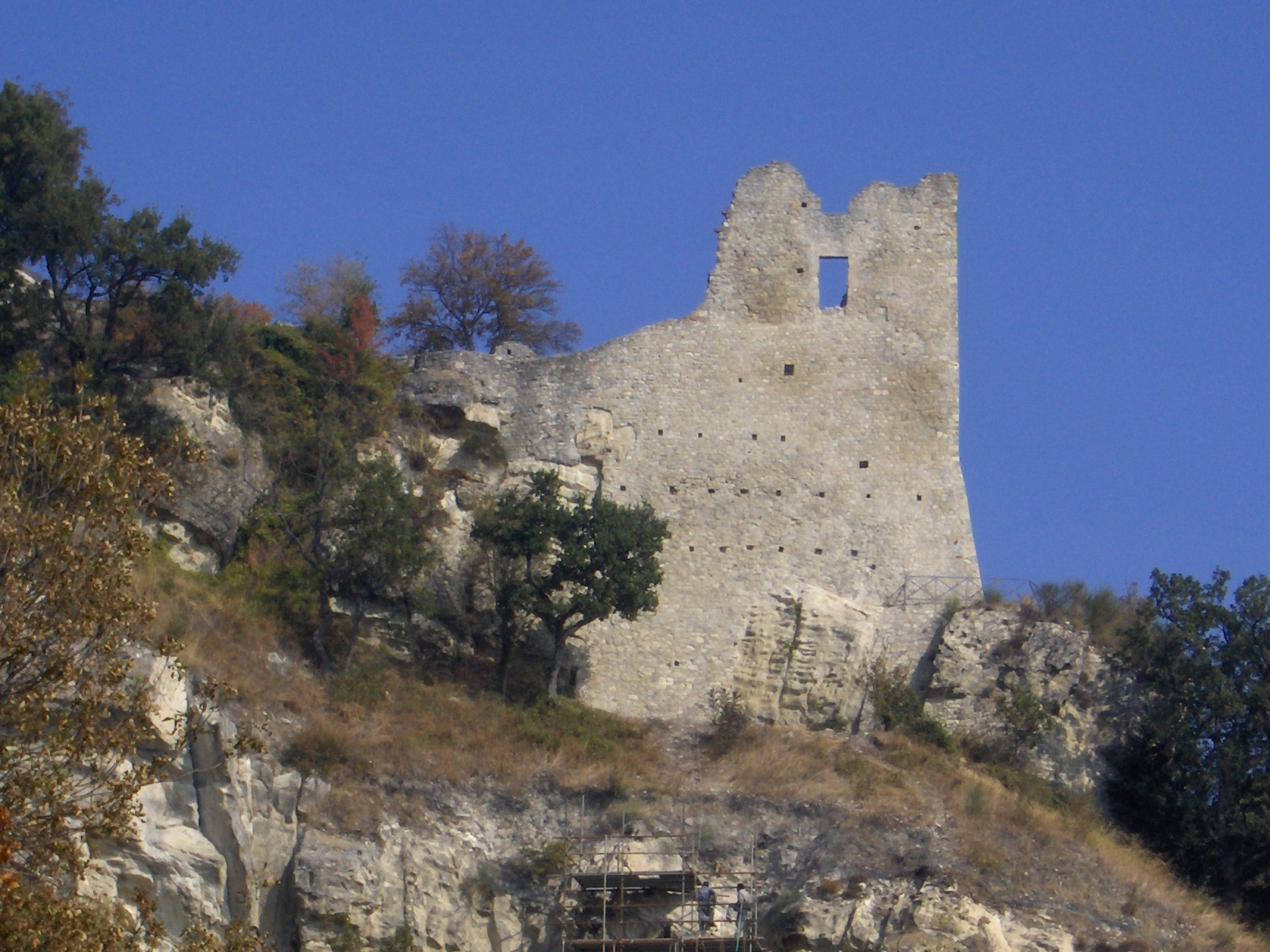
Resti del castello di Canossa, provincia di Reggio Emilia.

Il successore di Sigifredo, Adalberto Atto (939-988), fece di Reggio Emilia la sua roccaforte e iniziò a fortificare il territorio circostante con diverse costruzioni di tipo militare, compreso il castello sulla rocca di Canossa (945-950), che successivamente diverrà il cuore del regno.
Divenuto conte di Tuscia, diede rifugio alla regina Adelaide, quando questa fuggì, con la figlia, dalla prigionia in cui la teneva Berengario II d'Ivrea e venne nominato conte da Ottone I, che in seguito sposò Adelaide, e marchese da Ottone II o da Ottone III.
Anche i figli avuti con Ildegarda ricoprirono importanti cariche: Goffredo fu vescovo di Brescia e vescovo di Luni, Tedaldo succedette al padre in qualità di conte di Brescia e Prangarda sposò Olderico Manfredi I degli Arduinici (o Arduini), ascendente di Adelaide di Susa, il cui matrimonio con Oddone di Savoia, diede origine alla dominazione piemontese da parte della stirpe sabauda.

#### Tedaldo
Anche il primogenito di Adalberto Atto allargò e fortificò i suoi possedimenti, spesso esigendo come propri i territori avuti in enfiteusi delle chiese locali.
Caratteristica principale del suo territorio fu il progressivo e sistematico incastellamento, realizzato con la costruzione di castelli, a tre diversi livelli di altitudine: a centocinquanta, a trecento e a seicento metri sul livello del mare, in posizioni strategiche e di facile difesa, visibili tra di loro a catena e comunicanti con un sistema di specchi e fuochi.
Questa fitta rete di fortificazioni, ville, corti e torri difensive diventò la caratteristica eccezionale di tutto il territorio dominato dai Canossa, i quali, pur essendo signori di importanti città, rimasero sempre legati al mondo rurale, come del resto tutti i feudatari del tempo, e fu proprio il territorio agreste che si rivelò il vero punto di forza della casata nelle battaglie e nelle guerriglie.
Tedaldo accluse nei suoi possedimenti le città di Guastalla e Mantova, mentre Ferrara venne donata alla Famiglia da papa Giovanni XIV. Ottenne il titolo di marchio dall'Imperatore, il quale da una parte temeva l'accresciuto potere generale dei principi-vescovi e, dall'altra, quello particolare della marca confinante di Tuscia.
Dal matrimonio di Tedaldo con Giulia nacquero Tedaldo, vescovo di Arezzo, Corrado (-1030) e Bonifacio (985-1052); fu proprio con quest'ultimo che la dinastia canusina toccò l'apice.

#### Bonifacio

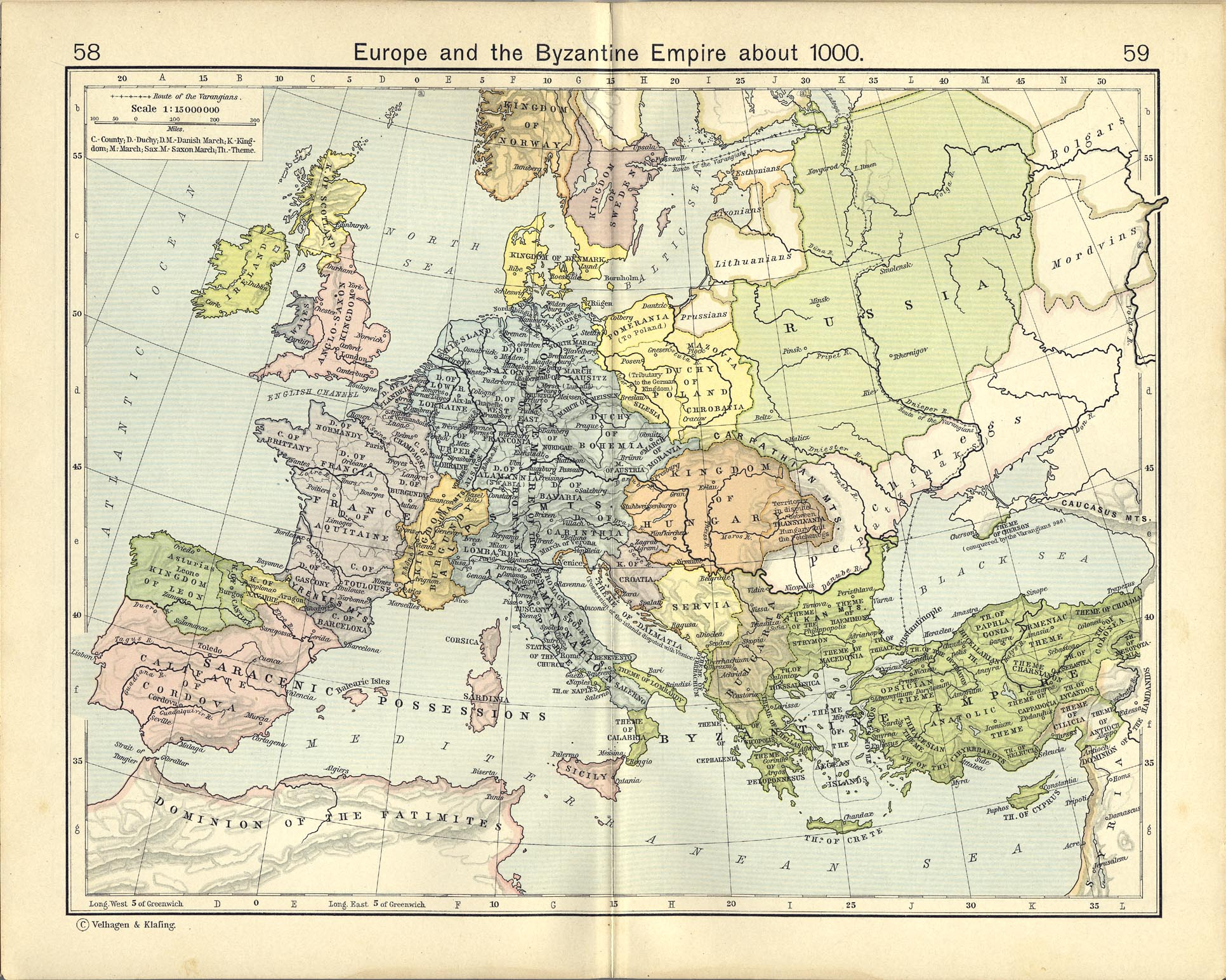
Mappa d'Europa intorno all'anno 1000.

Offrì appoggio militare all'imperatore Corrado II, detto il Salico, nella sua spedizione in Borgogna, e ottenne in cambio nel 1027 la marca di Tuscia e possessi e diritti su territori marchigiani e umbri, diventando così il signore di tutta l'Italia centrale.
Vista l'importanza strategica delle nuove terre aggiunte a quelle già in suo possesso, poté contrastare l'imperatore Enrico III in occasione dell'elezione papale di Benedetto IX, rifiutandosi di accompagnare a Roma, attraverso i suoi territori, Damaso II di nomina imperiale. Bonifacio dovette comunque ritirare il suo rifiuto, in osservanza del vincolo di vassallaggio, ma l'imperatore conobbe così l'ostinazione di Bonifacio, saldamente sostenuta dalla potenza militare del suo esercito e dall'antico legame di amicizia con il papato. Corre il dovere di ricordare che come i Canossa avevano un vincolo di vassallaggio nei confronti del Regnum, così i valvassori italici (o vassalli minori) lo avevano con i Canossa e a loro volta i valvassini con i valvassori.
Bonifacio proclamò Mantova capitale del suo regno, ma la città non ricambiò il gesto, rimanendogli infedele. Infatti, alla morte di sua figlia Matilde nel 1115, la città si costituì a Libero Comune.
Dopo un primo matrimonio con Richilde, Bonifacio ne contrasse un secondo seguendo la politica diplomatica dei matrimoni d'interesse, attuata anche dai suoi predecessori e d'uso comune all'epoca.
Sposò nel 1037 Beatrice di Lotaringia (1017-1076), figlia del conte Federico II e nipote dell'imperatore Corrado II, aggiungendo così ai propri territori anche quelli portati in dote dalla moglie. I suoi possedimenti comprendevano le attuali Toscana, Emilia-Romagna e Lombardia in Italia e vaste zone del Belgio, Lussemburgo, Francia e Germania nel resto d'Europa, ed era considerato il signore più potente dopo l'imperatore.
Dal suo secondo matrimonio nacquero Beatrice e Federico, scomparsi in tenera età, nel 1053, forse avvelenati accidentalmente, e Matilde (1046-1115).

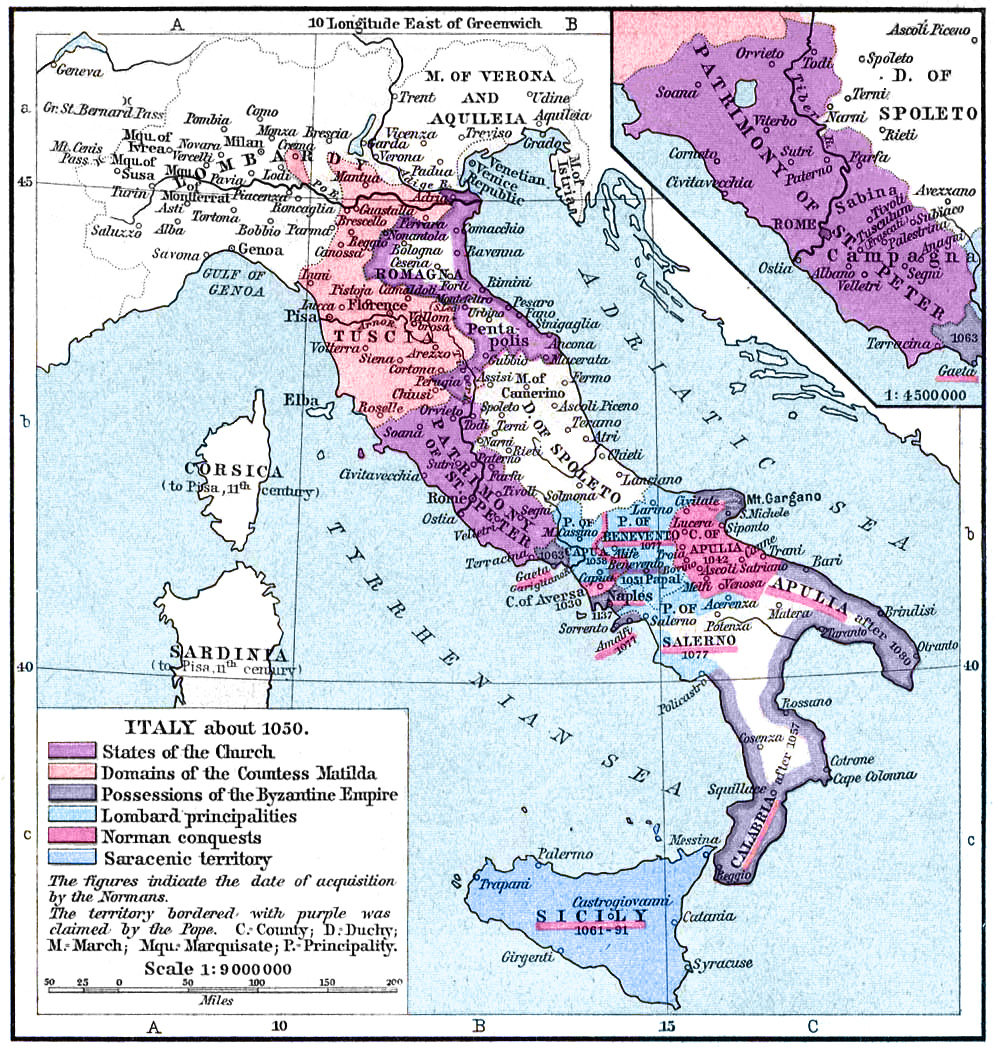
Mappa d'Italia intorno all'anno 1050.

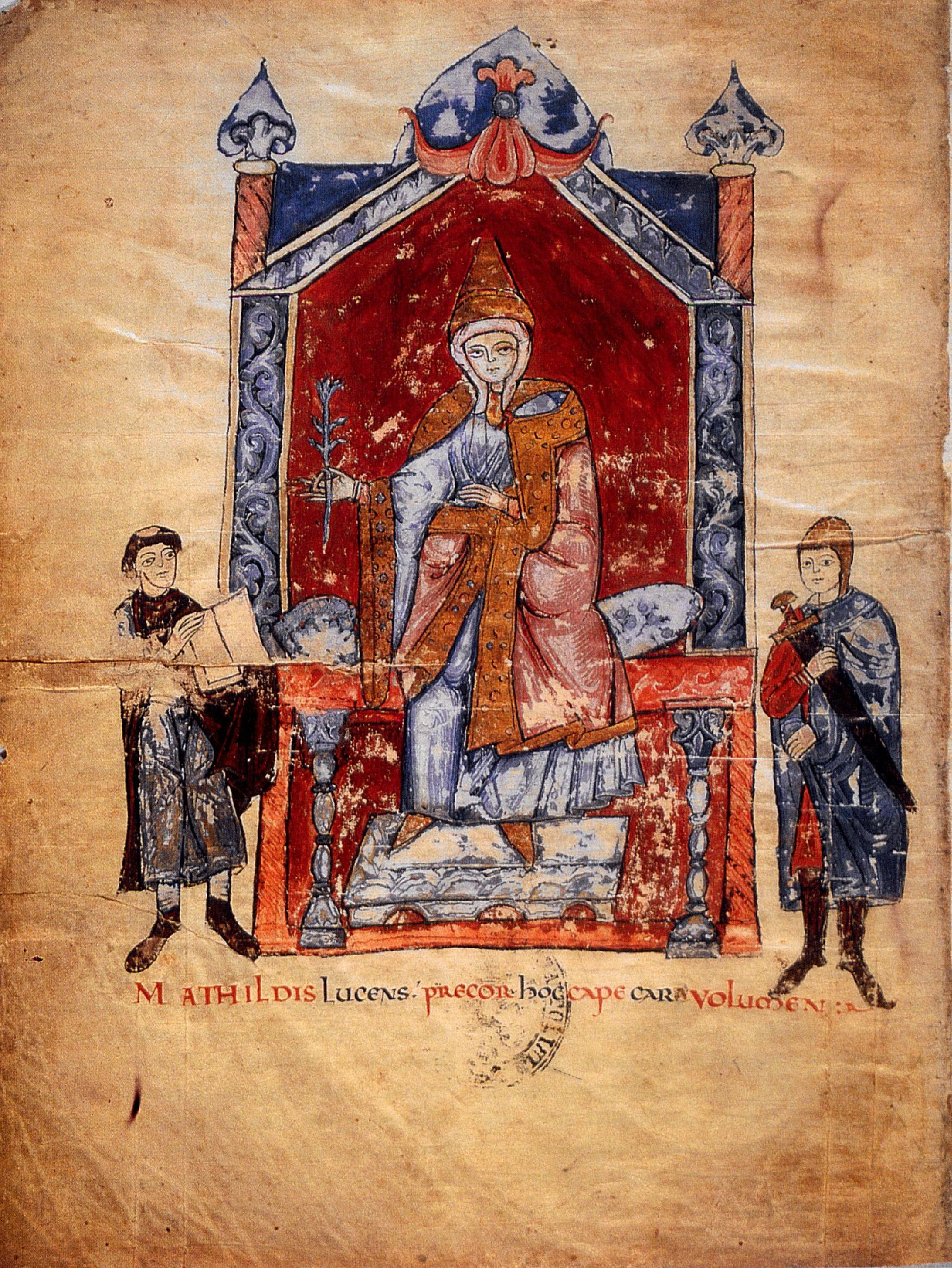
Matilde di Canossa in trono.

Bonifacio morì nel 1052 a seguito di un agguato durante una battuta di caccia. La moglie Beatrice si trovò sola a capo del feudo italiano più potente dell'epoca.
Dovette pensare quasi subito a risposarsi, in quanto non era accettabile, a quel tempo, il governo di una donna senza eredi maschi. La scelta cadde su Goffredo di Lotaringia, detto il barbuto, signore della Lorena centrale e ostile all'Imperatore. Quest'ultimo cercò, inutilmente, di ostacolare il matrimonio, per non unire le terre di Goffredo a quelle già così estese dei Canossa.

#### Matilde
La morte di Goffredo, avvenuta nel 1069, lasciò Beatrice con il solo appoggio del papa. Neanche il matrimonio della figlia Matilde con Gotifredo V di Lotaringia, detto il gobbo e figlio naturale di Goffredo IV, contribuì ad appianare le difficoltà politiche.
A partire dal 1076, vista la quasi contemporanea scomparsa del marito e della madre, sarà Matilde, unica destinataria dell'eredità paterna, a dovere decidere se dare il proprio appoggio al papato o all'impero. Qualche anno dopo si risposa con Guelfo di Baviera (1089-1095). Nel 1111, dopo un lungo conflitto contro il Sacro Romano Impero combattuto a fianco del papato durante la lotta per le investiture, l'Imperatore Enrico V la incorona con il titolo di Vicaria Imperiale Vice Regina d'Italia presso il Castello di Bianello a Quattro Castella, in provincia di Reggio Emilia.
Benché fosse stato adottato Guido Guerra I (-1124), quando, nel 1115, Matilde morì senza lasciare eredi naturali diretti, il casato dei Canossa si disperse e in parte si estinse. Il loro vasto territorio si frantumò: alcuni castelli rimasero in possesso di signori locali e Communi Militum, cioè cavalieri e mercenari; altri dei discendenti di Prangarda, sorella di Tedaldo, il nonno di Matilde, e di quelli di Sigifredo (da qui forse le famiglie che diedero vita alle dinastie parmensi dei Baratti, degli Attoni o Jattoni di Antesica e di Beduzzo, castellanie matildiche). Alcuni possedimenti vennero addirittura dimenticati in un vuoto di potere, altri semplicemente inglobati nei territori papali.

#### Genealogia essenziale
- Sigifredo (?-958 ca.), conte di Lucca
  - Gerardo, capostipite dei Giberti
  - Sigifredo, capostipite dei Baratti di Parma
  - Adalberto Atto (?-988), conte di Tuscia 
    - Prangarda, sposa Manfredo marchese di Torino (991)
    - Rodolfo (-998)
    - Gottifredo I (?-998) vescovo di Luni (980)
    - Tedaldo (955-1012)
      - Teodaldo (990-1036) vescovo d'Arezzo
      - Corrado (-1030)
      - Bonifacio (985-1052)
        - Federico (?-1055)
        - Beatrice (?-1053)
        - Matilde (1046-1115)

## Gli Attoni di Parma
Ad un Attone de comitatu Parmensi, probabile fratello di Sigifredo di Lucca, si collegano i Baratti e gli Attoni (o Iattoni/Jattoni) di Parma, ai quali spettò il feudo canossiano di Antesica, nella Val Parma, e, forse, la vicina castellania di Beduzzo, prima che passasse in mano alla famiglia Terzi.

## I Canossa e i Gonzaga
I Canossa erano di stirpe longobarda, come pure i Gonzaga. Nell'albero genealogico di Gaspare Scioppio del XVIII secolo figurano come ramo secondario dei Gonzaga, provenienti pertanto dalla stessa stirpe gonzaghesca:
- Uberto di Toscana (920/925-967/970), figlio naturale di Ugo di Provenza, margravio di Toscana
- Ugo II di Toscana (950-1001), figlio del precedente e suo successore nel margraviato di Toscana
- Adalberto Atto di Canossa (939-988), primo conte di Mantova e fondatore della famiglia Canossa

Pertanto Gonzaga, Canossa ed Estensi sembrano provenire tutti dallo stesso ceppo famigliare, di origine longobarda ed obertenga.

## Arma dei Canossa
A questa stirpe, vissuta in età prearaldica, non è possibile assegnare uno stemma proprio. Lo stemma con la blasonatura Di rosso al bracco d'argento rampante, collarinato ed affibbiato d'oro tenente fra i denti un osso al naturale e raffigurante un cane d'argento in campo rosso, indicato da alcuni storici, è riferito alla nobile famiglia veronese Di Canossa.